# スローテレビ
スローテレビ (英語:slow television) は、ありふれた出来事を長時間にわたり放送するテレビ番組の形式の一つである。この名称は放送時間が長時間にわたることと、番組が自然でゆるやかなペースで進行することに由来する。
スローテレビというコンセプトは、1963年に公開されたアンディ・ウォーホルの『眠り(Sleep)』という「スロー映画」の現代版であるといえる。この作品では、詩人のジョン・ジョルノが眠っている様子が5時間20分にわたり描かれている。
この趣旨はまず1966年にアメリカ合衆国・ニューヨークのWPIXによってローカル放送に取り入れられた。その後、1984年にはイギリスのVideo125によってVHSに、2003年にはBahn TVによって衛星放送に、そして2011年にはノルウェー放送協会によって生放送に取り入れられた。
最近におけるスローテレビの趣旨の変化は、2009年の11月27日の、ベルゲン線沿線の旅を7時間にわたって放送したノルウェー放送協会の番組から始まった。この番組は、撮影当時、鉄道愛好家向けに運転手の視点からの映像を扱った最も長い番組であった。この番組に続いて、ノルウェー沿岸急行船フッティルーテンノールノルゲ号の番組が制作された。この番組は2011年6月16日に始まり、134時間のベルゲンからキルケネスへの旅を放送した。
この二つのイベントは、ノルウェー国内のみならず海外のメディアからも広く注目されており、ノルウェー放送協会第二チャンネルにおいて報道で注目された回数と視聴率が予想を上回った素晴らしい成功例であると考えられている。

## 初期のスローテレビ

### クリスマスの薪
1966年のクリスマスから、WPIXは古典的なクリスマスソングとともに大きな薪が暖炉で燃えている映像を繰り返し放送することを始めた。この放送はコマーシャルによる中断なしに放送された。

## 鉄道愛好家向けの映像

### Video 125
1984年に、イギリスのテレビカメラマン兼ディレクターのピーター・ミドルトンが、イギリス鉄道線の端から端までを映すスローテレビの映像を撮影することを目的にVideo 125を設立した。このVideo 125という名称はイギリスの高速列車、InterCity 125という名称にちなんで名づけられたものである。この会社を立ち上げるという決断は、イアン・アラン出版社が、運転手の視点から撮影したイギリスのセトル・カーライル線の映像の出版を拒否した後になされた。
この映像の成功に続いて、Video125はイギリスの鉄道の運転手の視点からのドキュメンタリー映像を撮影し続けた。Video125の公開作品の中には、リスボンの路面電車やパリのメトロ、ロンドン地下鉄、そしてユーロスターがある。

### Bahn TV
ドイツ鉄道の業務の一環として、Bahn TVはBahn TV In Fahrtの名のもとに、ほとんど毎日ドイツの鉄道における、運転手の視点からの映像を公開していた。
この公共衛星放送は2003年の初期から2008年の7月1日まで続いた。

### その他
- ヨーロッパの大半の観光鉄道は、自社路線において運転手の視点からの映像を作成している。
- ペーター・ルーペルト（Peter Ruppert）はドイツのゲーラという町の路面電車の映像を作成した。そして1997年から1998年にかけて4枚のDVD、2009年から2010年にかけて1枚のブルーレイディスクを作成しており、Bittorrent（ビットトレント）を利用することで彼のホームページからダウンロードできる。

## ノルウェー放送協会
2009年から2013年の間、ノルウェーの公共放送を行うノルウェー放送協会が、数々のスローテレビの番組を世に送り出し、高視聴率を獲得した。ノルウェー語でスローテレビにあたる、"Sakte-tv"という言葉は、2013年にノルウェー版流行語大賞を受賞した。

### ベルゲン線　一分一秒を追う

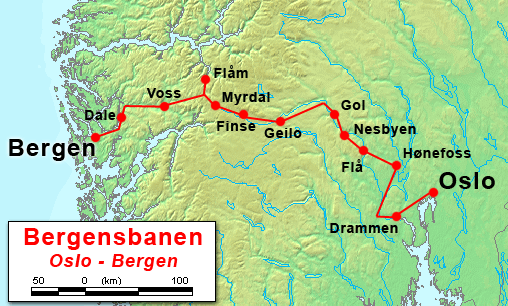
『ベルゲン線　一分一秒を追う』（2009年）の舞台となったベルゲン線の路線図と主要駅

2009年11月27日に、ノルウェー放送協会第二チャンネルにおいて、ベルゲン線内のベルゲンからオスロへの鉄道旅行を映した番組が放送された。この番組はベルゲン線の開業100周年記念事業の一つとして計画され、4台のカメラが使用された。番組は、乗務員や車掌、歴史学者、過去の社員、そして乗客にインタビューするとともに、車外の風景や車内の内装を見せるという内容であった。電車は182本のトンネルを通過したが、番組の最後を鉄道旅行とちょうど同じ時間まで続けるために、収録ではトンネル通過の際にベルゲン線100年間の歴史にまつわるアーカイブ映像を放送した。この番組は2009年11月27日に放送されたが、収録はそのかなり前の夏には完了していた。
この番組の平均視聴者数は約176,000人であり、この番組を放送中に1度でも見たノルウェーの視聴者数は約1,246,000人に上った。また、この番組はノルウェー国内に限らず、海外のメディアからも注目を集めているが、これは『フッティルーテン　一分一秒を追う』というスローテレビの番組に関連して、主にノルウェーのファンの間でこの番組が再び注目を浴び、称賛されているためである。
このベルゲン線で好評を博したことに続いて、ノルウェー放送協会は2010年5月にフロム線を、2010年6月にはベルゲンライトレールを撮影した。

### フッティルーテン　一分一秒を追う

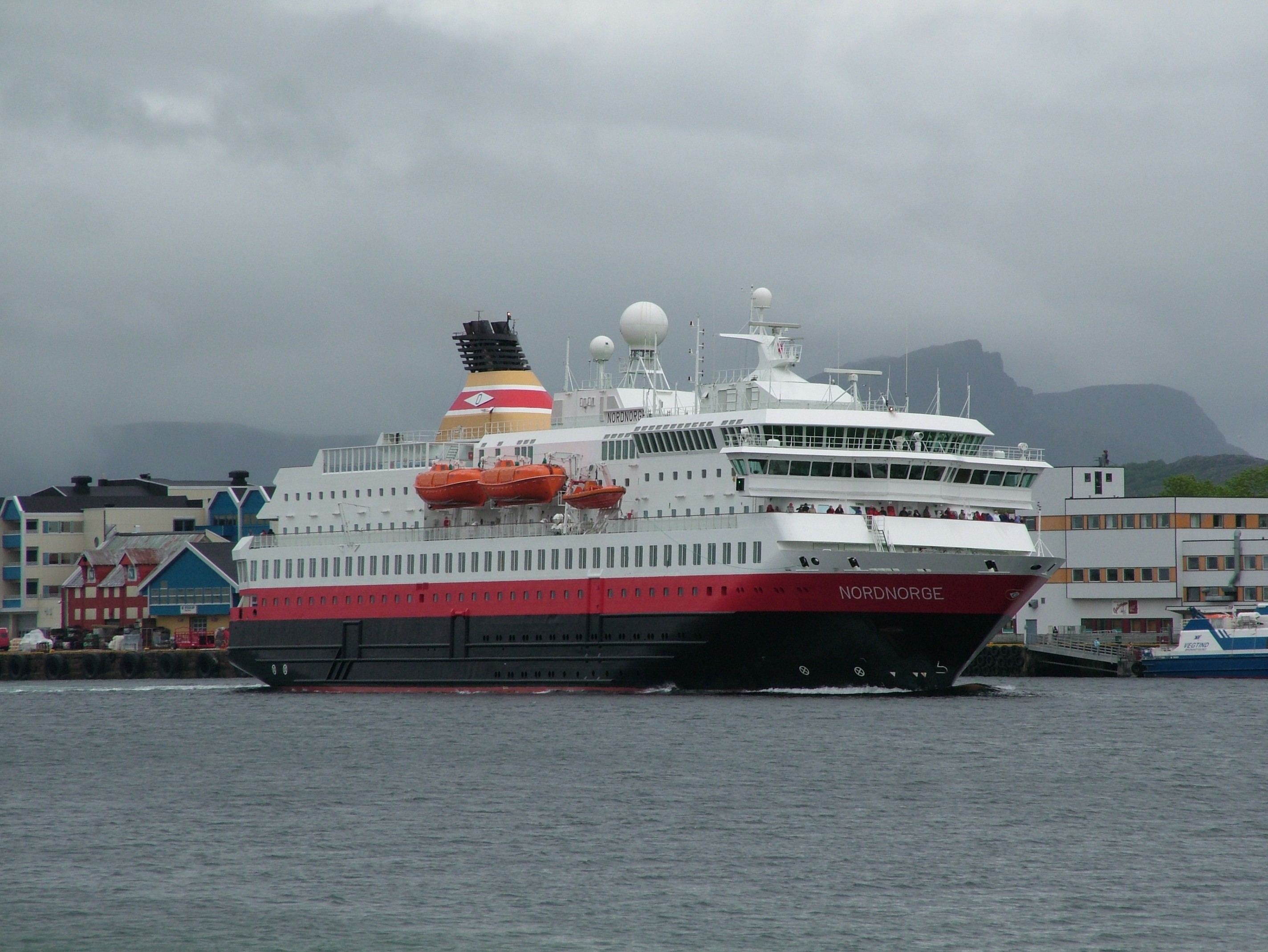
『フッティルーテン　一分一秒を追う』（2011年）の舞台となったノールノルゲ号

中央ヨーロッパ時間の2011年6月16日19時45分から、ノルウェー放送協会はノルウェー沿岸急行船フッティルーテンの放送を始めた。この放送はノールノルゲ号からの撮影で、ベルゲンからキルケネスまでの134時間の航海の間、生放送で中断無しの放送であった。全体で11台のカメラが使われ、そのうち3台は固定、1台は船首のカメラ、そして船全体の映像を撮影するためシネフレックス（スタビライザーカメラ）が使われた。
この番組は、ノルウェー国内ではノルウェー放送協会第二チャンネルにおいて放送され、海外の視聴者や外国に滞在中のノルウェー人に向けてはインターネット上で放送された。インターネット放送ではノルウェー語と英語に対応していた。この番組はメディア、視聴者どちらの観点からしても、以前の『ベルゲン線　一分一秒を追う』よりも大いに関心を引き、人気を得た。
2011年6月17日から6月19日にかけての週末に、ノルウェーの人口のおよそ半分にあたる、2,542,000人が生放送を視聴した。6月19日の23時45分に最大となり、692,000人が視聴していた。この時、船がロフォーテン諸島のトロルフィヨルドに向けて出発したところであった。この番組は、生放送の最長ドキュメンタリー番組として世界記録を樹立しようとしていて、ギネス世界記録への登録を待っていた。この番組の放送時間134時間に対して、それまでの世界記録は13時間であった。
2012年に、『フッティルーテン　一分一秒を追う』はノルウェー版ユネスコ記憶遺産である"Norsk Dokumentarv"に含まれることになった。

### 全国　薪の夕べ
2013年2月15日に、ノルウェー放送協会は薪をテーマに『全国　薪の夕べ』という12時間の番組を放送した。この番組を1度でも見た視聴者の数はノルウェーの人口の20パーセントに当たる約100万人である。この番組はラルス・ミティングのベストセラー本『切ること、乾燥させること、積むことのすべてと木を燃やすことの魂』に影響を受けた。この番組は4時間の通常の構成の放送に続いて、8時間の暖炉の様子を生放送した。そして、この番組は世界的に注目を集めた。この番組に関する記事が『ニューヨーク・タイムズ』に掲載され、アメリカのテレビ番組『コルベア・レポー』でも取り上げられた。

### 全国　編み物の夕べ
2013年11月1日に、ノルウェー放送協会は最初から最後までセーターを編んでギネス世界記録の更新に挑戦するため、12時間連続で編み物をする様子を放送した。ノルウェー放送協会の代表はこの番組について「薪の番組に対する女性向けの応答」と語っている。

### 讃美歌　一分一秒を追う
2014年の11月28日から30日に、ノルウェー放送協会は、『讃美歌　一分一秒を追う』«Salmeboka – minutt for minutt» ("Hymn Book, minute by minute")を60時間にわたって放送した。この番組は2013年に出版された、ノルウェー国教会の国の讃美歌集に入っている全ての曲を、3000〜4000人からなる約200の聖歌隊とソロ歌手が公演した模様を放送した。多くはトロンハイムのヴォル・フルー教会で公演されたが、ノルウェー北部のカラショークやアメリカのアイオワ州ディコーラにまで至るほども遠い別の11か所で撮影されたものもあった。番組の間この教会は開放されていて、16,000人以上の人々が立ち寄った。延べ220万人もの人々が番組を1度でも視聴し、平均して87,000人が視聴していた。視聴者の年齢の平均は62歳だった。平均視聴率は12%で、これは通常の視聴率の2倍であった
。

### ソーシャルメディアを通じた交流
フッティルーテンの旅の134時間の放送中に、ソーシャルメディア上ではノルウェーのファン達の間でこの旅が大きな関心を集めていた。フェイスブックやツイッター、ブログ上で、フッティルーテンの旅やその進行状況について会話が行われた。63,000人を超える人々がフッティルーテンの旅のフェイスブックのページをフォローした。そして、船がベルゲンから出航してから、ツイッター上ではハッシュタグ「#hurtigruten（フッティルーテン）」がノルウェー語で最も浮上した言葉となった。
船が北に向かうにつれて、地名が上位10個にランクインするようになった。例えば、ハッシュタグ「#Sortland（ソルトラン）」や「#Trollfjord（トロルフィヨルド）」などの言葉である。土曜日の真夜中ごろには、フッティルーテンに関するツイートが6秒に1回の頻度で行われた。また、番組の間、それぞれの町は港での歓迎会の素晴らしさについて競っていた。そして、136時間の間に3回、結婚のプロポーズが映像に収められた。

### 世界的な注目
『フッティルーテン　一分一秒を追う』は海外の視聴者にもネット上で配信され、そのうち46%の視聴者がノルウェー国外からの視聴であった。この番組を視聴していた主な国は、デンマーク（7%）、アメリカ（4%）、ドイツ（4%）、イギリス（4%）、そしてフランス（4%）であった。また、「ノルウェーのテレビ番組に対する特別なこだわり」に関する国際的ないくつかの記事が掲載された。。
ソウルにあるノルウェー大使館では、ノルウェーを宣伝する目的で、番組を放送する数日間にわたって巨大なキャンペーンを展開した。番組が始まった木曜の朝には、本放送から番組を生中継する巨大スクリーンがソウルの繁華街にある地下鉄サムガクチ駅に導入された。韓国のメディアはこのキャンペーンを「これまでで最も独創的なPR活動だった」と評価し、この展示に関心を示した。